# هنر ژاپنی

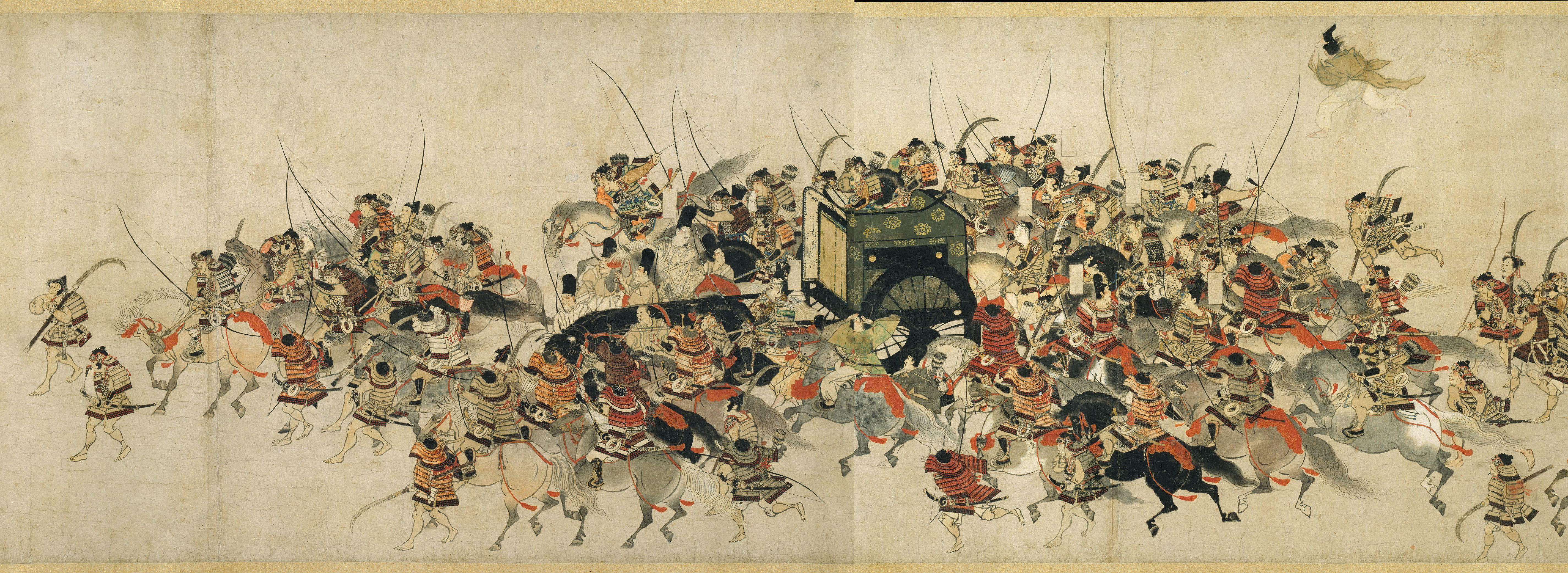
انتقال خانواده‌ی امپراتوری به روکوهارا، نمونه‌ای از یک نقاشی طوماری ژاپنی، کشیده‌شده در سده ۱۳ میلادی.

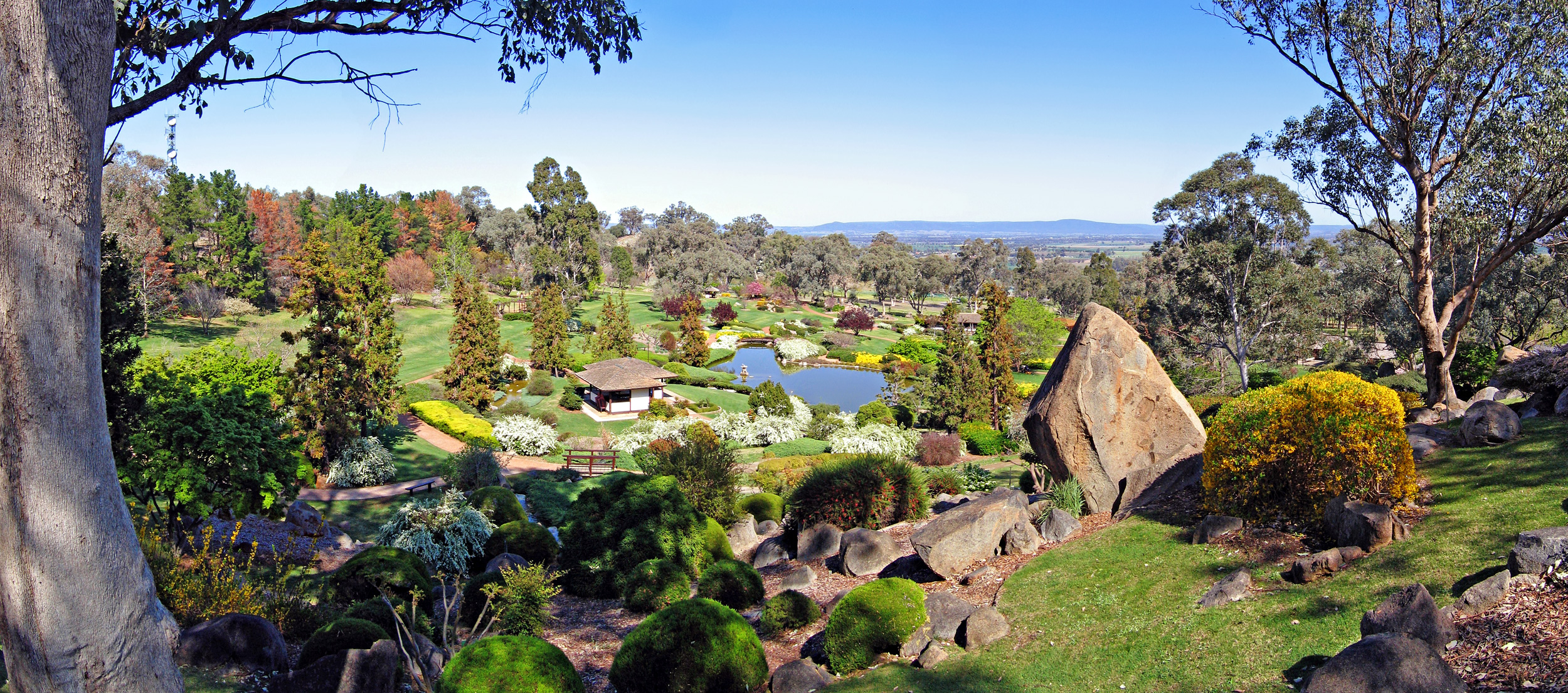
یک باغ ژاپنی.

هنر ژاپنی (به ژاپنی: 日本美術史) دربرگیرنده بسیاری از رشته‌ها، از جمله معماری، نقاشی، بافندگی، سُفال‌گری، موسیقی، سینما، مانگا، خوشنویسی، فلزکاری، چاپ‌های چوبی، اُریگامی، باغ‌سازی و آشپزی می‌باشد.